# Чухрай Марія Іванівна
Марія Іванівна Чухрай (1936, село Княгиничі, тепер Мостиського району Львівської області — ?) — українська радянська діячка, новатор сільськогосподарського виробництва, ланкова колгоспу «Червона Зірка» Мостиського району Львівської області. Депутат Верховної Ради УРСР 6-го скликання.

## Життєпис
Народилася у селянській родині. Закінчила початкову сільську школу.
З 1951 року — колгоспниця колгоспу «Червона Зірка» села Княгиничі Мостиського району Дрогобицької області. З кінця 1950-х років — ланкова колгоспу «Червона Зірка» села Княгиничі (центральна садиба в селі Зав'язанці) Мостиського району Львівської області. Вирощувала високі врожаї картоплі, цукрових буряків та кукурудзи. 